# Freddie Garrity
Frederick „Freddie” Garrity (Manchester, 1936. november 14. – Bangor, 2006. május 19.) angol énekes, dalszerző és színész, aki a Freddie and the Dreamers énekese volt. 
Zenei karrierje előtt tejesemberként dolgozott Manchester városában, valamint számos skiffle zenekarban játszott. Miután megalapította a Freddie and the Dreamers-t, elkezdődött hivatalosan is profi zenei karrierje. Garrity egyik védjegye a komikus tánca és fel-alá ugrálása volt a fellépések közben. Csontsovány megjelenésével és vastagkeretes szemüvegével együtt a hatvanas évek egyik legkülöncebb figurája lett a brit rockzenében.

## Idézetek
A The Dreamers és én mindig is ostobák voltunk. Nem lehet engemet szexbálványnak nevezni. Összességében nézve nem vagyunk glamour srácok.
A Freddie and the Dreamers nem volt egy remekmű, de rengeteg tehetségtelen idiotizmus és elég kitartás kellett ahhoz, hogy négy albumot és egy filmzenét kiadjanak... a Dreamers olyan dögös volt, mint Freddie nyálas... A Freddie and the Dreamers képviselte a kretén moslék rock diadalát, és mint ilyen együttest, nemcsak tisztelni kell, hanem meg kell adni a helyét a történelemben.

## Filmográfia
| Év        | Cím                   | Szerep       |
| --------- | --------------------- | ------------ |
| 1963      | What a Crazy World    | önmaga       |
| 1964      | Just For You          | önmaga       |
| 1965      | Every Day’s a Holiday | Chef Freddie |
| 1966      | Out of Sight          | önmaga       |
| 1967      | Cuckoo Patrol         | önmaga       |
| 1968-1973 | Little Big Time       | önmaga       |